# Ambt Vollenhove
Ambt Vollenhove was een gemeente in de provincie Overijssel. De gemeente ontstond in 1818 door afsplitsing van Vollenhove en werd in 1942 samengevoegd met de gemeente Stad Vollenhove tot de gemeente Vollenhove, delen kwamen ook bij IJsselham en Blokzijl. Nu behoort het gehele gebied tot de gemeente Steenwijkerland.